# Khubayb ibn Adiy-moskee
De Khubayb ibn Adiy Moskee is een moskee in het dorp Bordj Zemoura in Algerije, ongeveer dertig kilometer ten noorden van de stad Bordj Bou Arréridj. De moskee heeft een koepel en twee minaretten.